# Georgijský technický institut

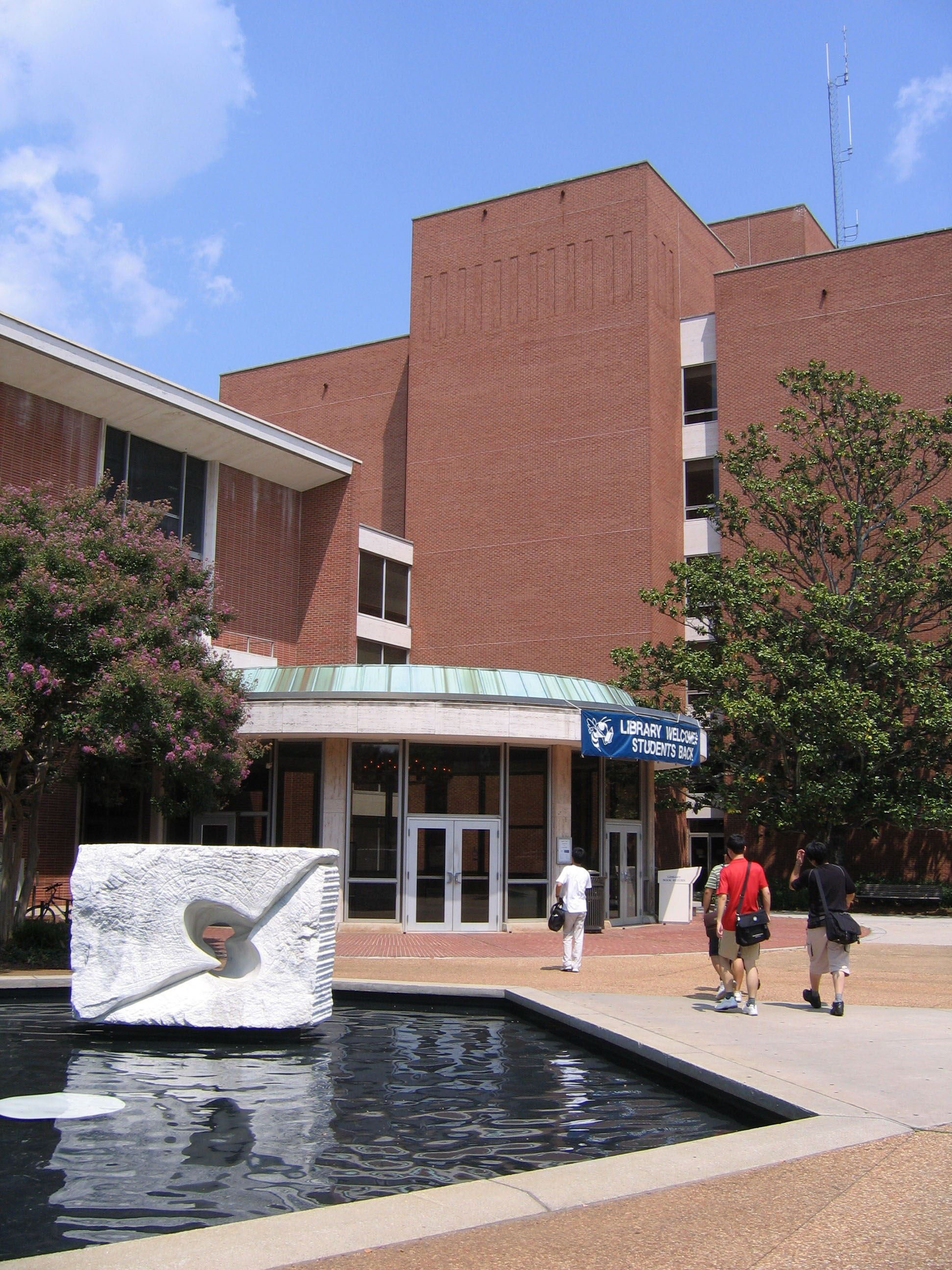
Knihovna GIT v Atlantě

Georgijský technický institut (anglicky Georgia Institute of Technology, také označovaný Georgia Tech) je technická vysoká škola v Atlantě v americkém státě Georgie. Byla založena 13. října 1885 pod názvem Georgia School of Technology. Univerzita je hlavní součástí georgijského systému vysokých škol (University System of Georgia).
Georgijský technický institut, spolu s massachusettským MIT a kalifornskými univerzitami Caltech a UC Berkeley, jsou považovány za nejlepší technicky zaměřené vysoké školy v USA.

## Sport
Sportovní týmy školy se nazývají Yellow Jackets.

## Zajímavosti
Kampus školy sloužil jako olympijská vesnička pro Letní olympijské hry 1996.
Americký prezident Jimmy Carter zde byl několik let zapsaný, ale dostudoval na Námořní akademii Spojených států.

## Významné osobnosti
- James Allchin – bývalý manažer Microsoftu
- Kary Mullis – nositelka Nobelovy ceny za chemii, 1993
- Richard Truly – americký astronaut
- Douglas Wheelock – americký kosmonaut
- John Young – americký kosmonaut